# Barrio Presidente Illia

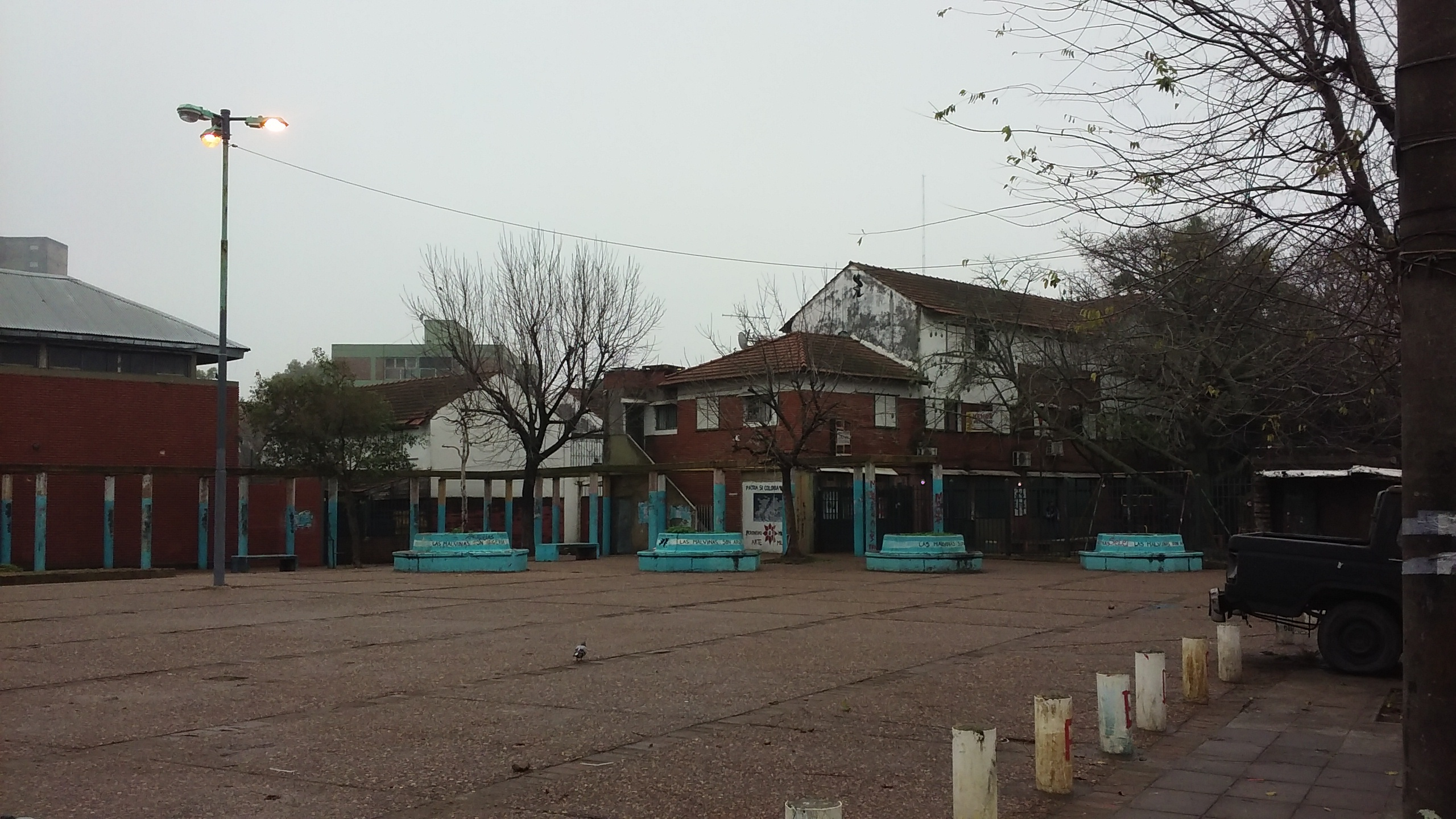
Plaza del Barrio Illia, junto al edificio donde funcionan el CESAC nº 31, la biblioteca y un Centro de Niñez y Adolescencia.

El Barrio Presidente Illia es un conjunto de vivienda social construido como parte de un plan de erradicación de villas de emergencia en el barrio de Nueva Pompeya, Ciudad de Buenos Aires, Argentina.
Fue proyectado en 1984 por los equipos técnicos de la Comisión Municipal de Vivienda (CMV): "Equipo de Proyecto" y "Equipo de Desarrollo y Renovación Urbana", formados por diversos arquitectos, entre ellos Juan Manuel Borthagaray. También participaron diversos colaboradores y asesores. Formó parte de los conjuntos preparados para el Plan Nacional de Vivienda 1984/1989 de la presidencia de Raúl Alfonsín, financiado con fondos del FONAVI a través de la Secretaría de Vivienda y Planeamiento Ambiental.

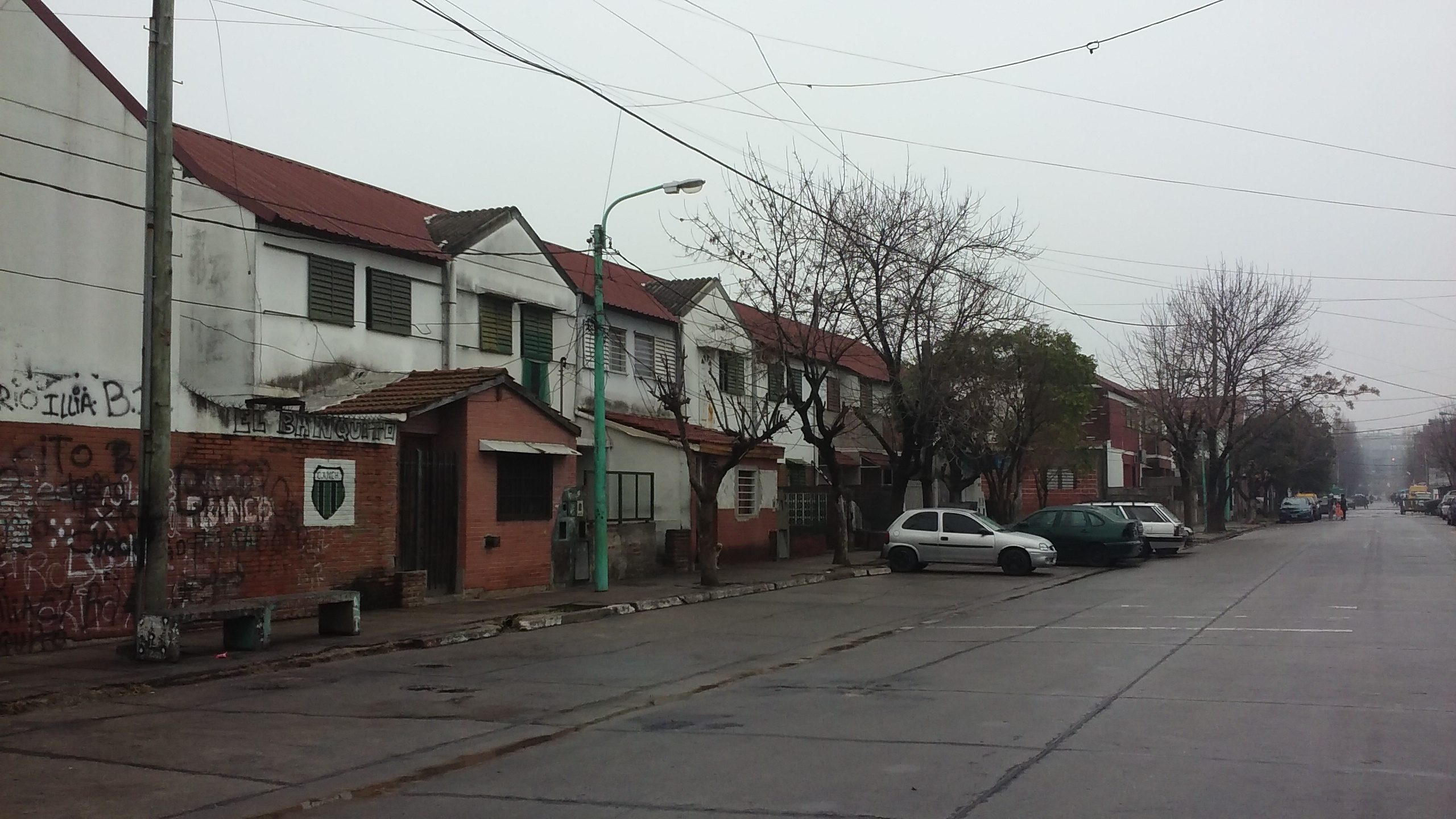
Casas del Barrio Illia sobre la calle Ana María Janer.

Se levantó sobre terrenos pertenecientes a una gran villa miseria (actualmente denominada Villa 1-11-14) y fue desarrollado como barrio de casas bajas distribuidas en cuadras con calles de circulación vehicular, a diferencia de los grandes conjuntos habitacionales compuestos de torres o monoblocks. Sus tres calles fueron trazadas con la cuadrícula tradicional, con la voluntad de integrar al barrio a su entorno. Se proyectaron cuatro manzanas rectangulares y una trapezoidal con una plaza pública, y senderos de uso peatonal entre las viviendas.
Las construcciones fueron concebidas como dúplex, siendo cada una dividida en dos partes y formando tiras de desarrollo horizontal. Cada casa contó con un jardín delantero y un patio trasero y con el objetivo de lograr una identificación más fácil de las viviendas por sus futuros propietarios, se diseñaron 3 formas distintas de porches de acceso.

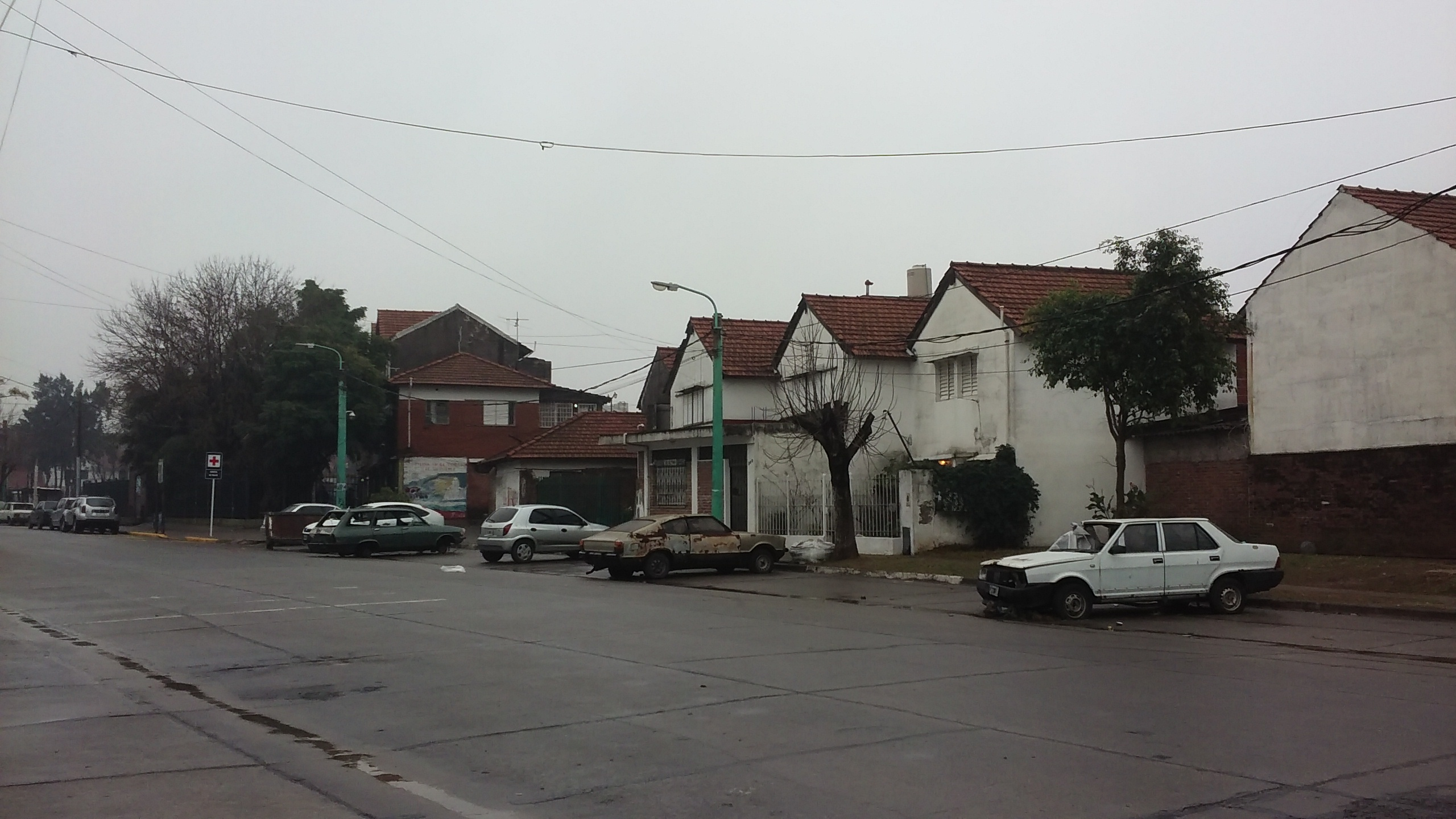
Otro modelo de casas sobre la calle Ana María Janer.

Las plantas bajas de las viviendas alrededor de la plaza fueron destinadas a pequeños comercios, que podían o no pertenecer al futuro propietario de la vivienda que se encontraba en la planta alta de las mismas construcciones. Además, el barrio contó con un centro comunitario, y la guardería proyectada nunca fue concretada.
El Barrio Presidente Illia fue terminado en 1988, y cuenta con 614 viviendas sumando 42.000 m² cubiertos emplazados en 7 hectáreas de terreno.

## Presidente Illia II
Una segunda etapa del conjunto fue planificada en los terrenos al oeste de la avenida Coronel Esteban Bonorino, pero ésta no fue concretada. La concepción del Barrio Illia II era la de manzanas cuadradas ocupadas por tiras de vivienda rodeando el perímetro con acceso al centro de las mismas por las 4 esquinas, llegando a otros conjuntos de casas que se levantarían en él.
El Barrio Rivadavia I y II se construyó paralelamente al Presidente Illia, y se inauguró por los mismos años.

## Uso de amianto
Como material en los techos fue utilizado el amianto o asbesto, material que al pulverizarse en fibras y ser respirado resulta perjudicial para los pulmones y potencialmente cancerígeno. En Argentina su uso fue prohibido en 2001, por lo que la Defensoría del Pueblo ordenó el retiro de los techos de las viviendas del Barrio Illia y su reemplazo por otros de distinto material.